# Museo Histórico Sarmiento

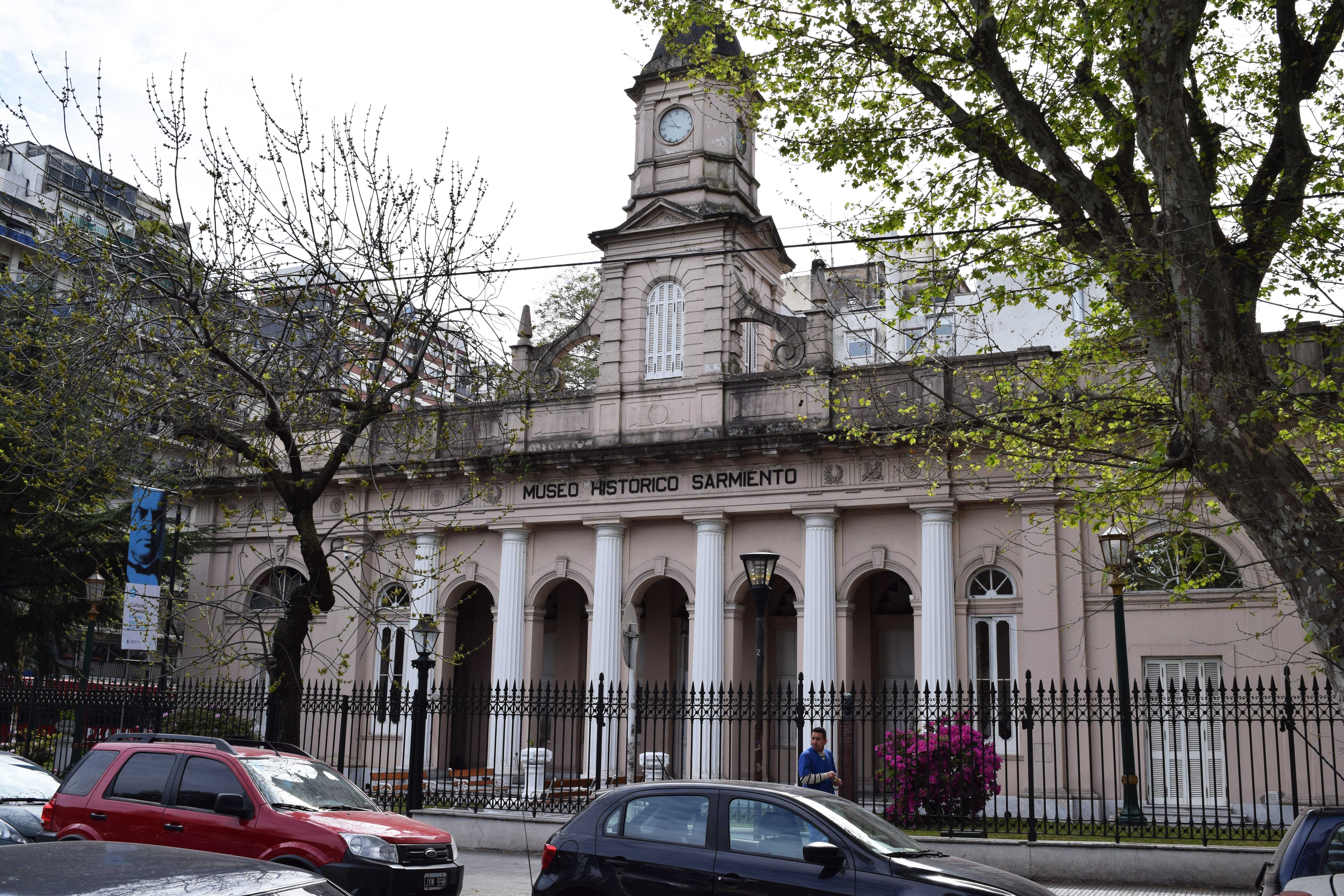
Vista de la fachada principal sobre la calle Cuba.

El Museo Histórico Sarmiento, ubicado en el barrio porteño de Belgrano, Ciudad de Buenos Aires, es un museo dedicado a la historia argentina, en particular a la Generación del 80. La mayor parte del museo está destinada a exposiciones acerca de Domingo Faustino Sarmiento, un literato y político sanjuanino que presidió el país entre 1868 y 1874, en especial a su obra literaria; otras secciones tratan de Nicolás Avellaneda, su sucesor en la presidencia, y sobre la revuelta producida por la federalización de Buenos Aires en 1880, cuando el gobierno nacional debió abandonar la ciudad e instalarse en el edificio que el museo ocupa actualmente, a la sazón municipalidad de Belgrano. Su dirección es Cuba 2079.

## Historia

### Antecedentes de la fundación
El primer intento de fundar el Museo Sarmiento fue en el año 1910, cuando el Congreso argentino, en vísperas de cumplirse el centenario del natalicio de Sarmiento, sancionó la Ley N.º 8109, en diciembre de ese mismo año, por la cual, entre otros homenajes, se declaraba de utilidad pública  la casa que habitó Sarmiento en sus últimos años, en la calle hoy llamada Sarmiento (en ese entonces, “Cuyo” )  N.º 1251, con el fin de instalar en ella el Museo que llevaría su nombre. Esta ley no se cumplió por motivos ajenos. Dos años después, el senador Joaquín V. González renueva la iniciativa, proponiendo que "hasta que se pueda crear una institución propia, las reliquias de Sarmiento ocuparan un lugar en el Museo Histórico Nacional. Otro Senador, Pedro Olaechea y Alcorta ratificó esto en nombre de la mayoría de la Cámara, al aconsejar la guarda de las reliquias en el Museo Histórico, donde el gobierno mandará construir -dijo- un departamento especial hasta que pueda cumplirse la ley en la forma que lo desea el H. Congreso, haciéndose un Museo especial". Con el espíritu de esta iniciativa parlamentaria, y sin aguardar a que se convirtiera en ley, los descendientes de Sarmiento, representados al efecto por el Sr. Augusto Belin Sarmiento, entregaron en guarda al Estado, en 1913, las colecciones de objetos, muebles, retratos y documentos del prócer, quedando ellas en custodia en el local del Museo Histórico Nacional. Transcurrieron 25 años, sin que, por falta de espacio en dicho instituto, pudiera exponerse al público el conjunto de las reliquias; las cuales, salvo una reducida parte con la que el director del Museo, Antonio Dellepiane, dispuso en 1929 habilitar una pequeña sala, permanecieron encajonadas en los depósitos del establecimiento. En dicho lapso fueron varias las iniciativas promovidas en el Congreso para hacer efectiva la incorporación de las reliquias de Sarmiento al patrimonio de la Nación y para que se organizase sin tardanza la muestra de Sarmiento.

### Creación del museo
En el cincuentenario de la muerte de Sarmiento, que el gobierno nacional había resuelto conmemorar solemnemente, dio oportunidad para Sarmiento y Presidente de la Comisión Nacional de Museos y Monumentos históricos, Dr. Ricardo Levene. El decreto que lleva las firmas del Presidente Ortiz y el ministro Coll estableció que la fundación se haría con la base de las reliquias guardadas hasta entonces en custodia en el Museo Histórico Nacional y para que la concurrencia al nuevo instituto pudiera ser en lo sucesivo, "un acto escolar y público permanente, de indiscutible fuerza evocadora, que las escuelas e instituciones podrán realizar a diario". Una ley posterior, la N9 12,556 sancionada por el Congreso Nacional el 29 de septiembre de 1938, ratificó las disposiciones del decreto de creación del Museo y dispuso la adquisición por el Estado de las colecciones sarmentinas para que pasaran a formar el caudal propio del nuevo establecimiento.
“... El Museo Histórico Sarmiento será a la vez Museo, Archivo y Biblioteca dedicado al permanente estudio y renovadas investigaciones sobre la época y el gran civilizador, en la cumbre de cuya existencia brilla la unidad absoluta de su amor a la patria y la pureza de su inspiración moral.” (Palabras del fundador del Museo Sarmiento Dr. RICARDO LEVENE en la ceremonia de su inauguración oficial.)

### El edificio

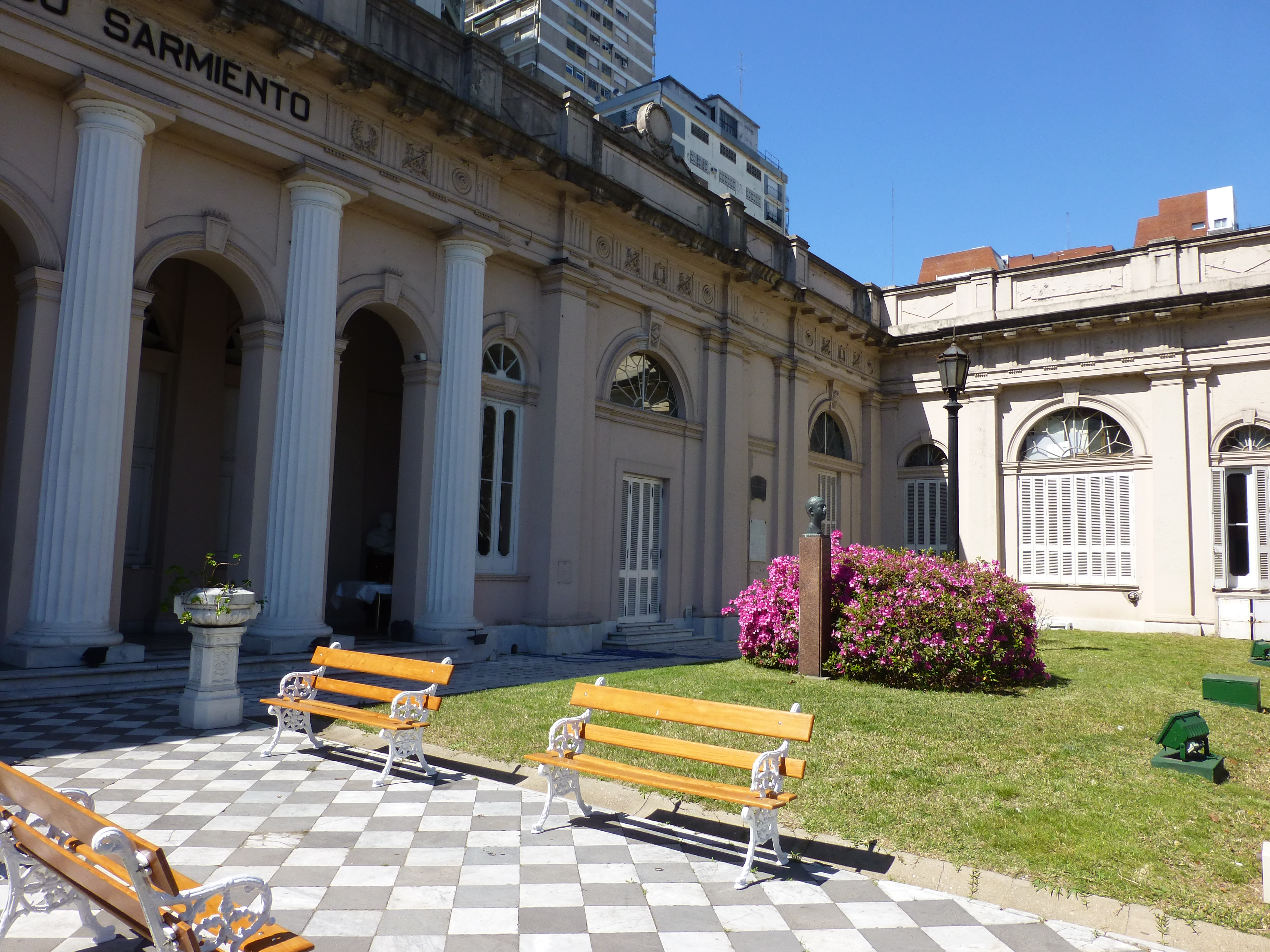
Vista del patio externo.

Emplazada frente a la plaza central en la esquina de Juramento y Cuba, funcionó como sede de la municipalidad de Belgrano hasta 1888 y el congreso nacional en 1880.
Es un petit hôtel de estilo italiano, construido en 1873 según planos de Juan Antonio Buschiazzo. Posee características del renacimiento y manierismo italiano, muy utilizado entre los años 1850- 1880 en Buenos Aires. Su entrada principal se encuentra ubicada sobre la calle Cuba, en su fachada se puede apreciar un pórtico centralizado, sostenido por seis columnas de orden dórico romano, estriadas y base sencilla sobre una escalinata baja. 
Alojó a los poderes ejecutivo, legislativo y judicial del gobierno cuando debió ausentarse de Buenos Aires, y en la mayor de sus salas sesionó el Congreso que declaró a Buenos Aires Capital Federal de la Nación siendo presidente de la Nación Nicolás Avellaneda. Cuando terminó la guerra civil aquí se firmó la Ley de Federalización, por este motivo fue declarada Monumento Histórico Nacional por el simbolismo que representa el lugar donde se discutieron temas fundamentales para la nación.
Al momento de dictarse esta ley funcionaban en el edificio oficinas administrativas de la municipalidad, que fueron desalojadas para instalar el nuevo instituto.
En 1938, al cumplirse cincuenta años de la muerte de Sarmiento, el gobierno federal le dedicó un museo. El 28 de julio de ese mismo año la mansión en la que ahora se emplaza le fue asignada por decreto del presidente Roberto Marcelino Ortiz, a iniciativa del titular de la Comisión de Museos y Monumentos Históricos, Ricardo Levene.

### La colección
La colección del Museo Histórico Sarmiento, tiene la particularidad de haber sido conformada en su mayoría, a partir de la donación realizada por Augusto Belin Sarmiento en el año 1913.
Está conformada por pinturas, mobiliario, medallas, condecoraciones, porcelanas, libros, documentos y objetos que pertenecieron a Sarmiento. De su vida política, se pueden encontrar piezas de relevancia como el uniforme que usó en la batalla de Tonelero, así como la banda y el bastón presidencial utilizado al momento de su asunción. Se destacan algunas esculturas, fotografías familiares, periódicos del siglo XIX y óleos realizados por su nieta Eugenia Belin Sarmiento.
El Museo dedica un espacio a la historia del edificio y una de sus salas a Nicolás Avellaneda, que alberga su biblioteca personal, objetos de arte y mobiliario donados por su familia.

### Ornamentos
Reminiscencias alegóricas e ilustres en los símbolos ornamentales del edificio.

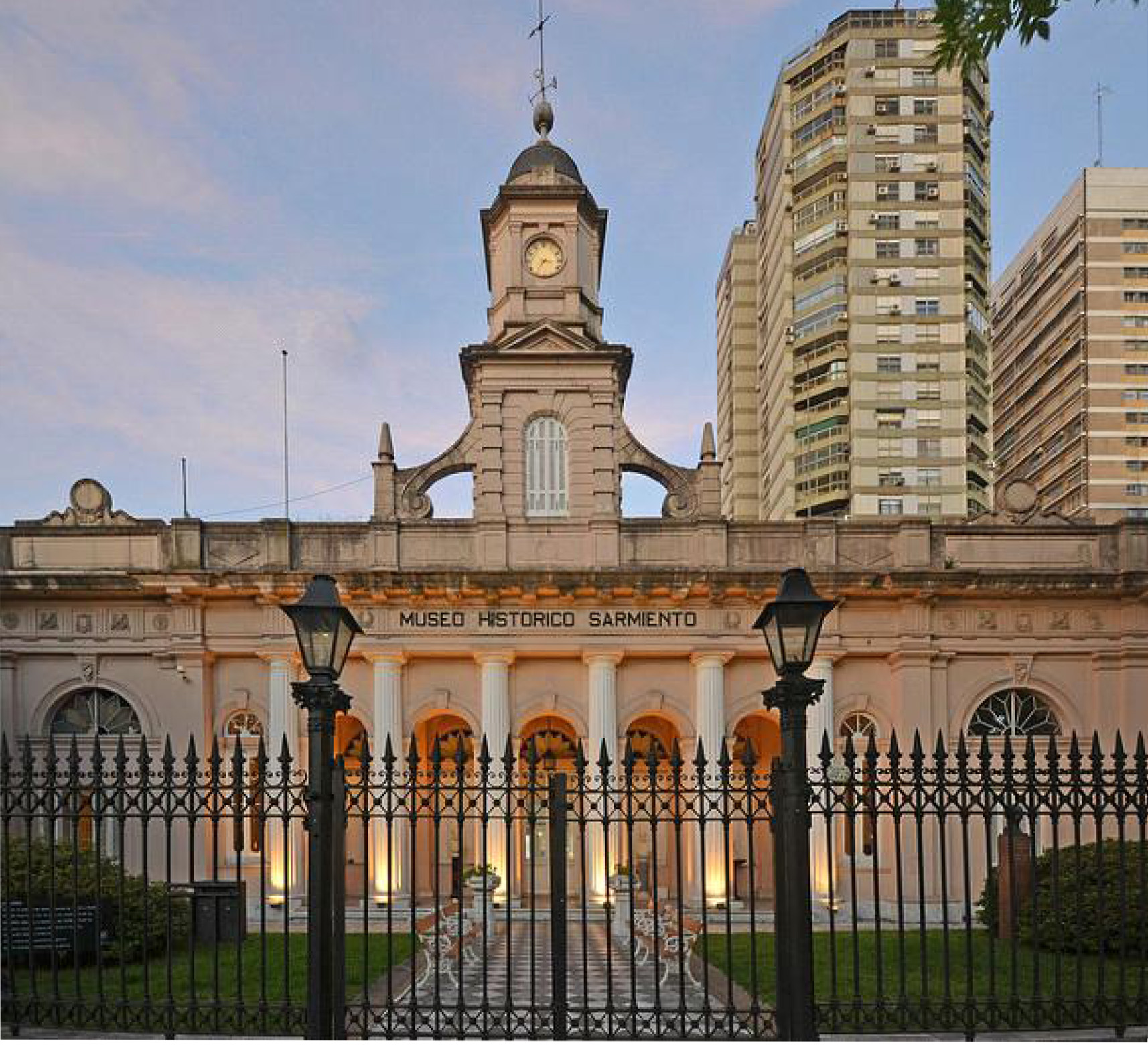
Fachada Museo Histórico Sarmiento

### Directores
- 11 de septiembre de 1938- 20 de marzo de 1945 Bucich Escobar (6 años)
- 15 de abril de 1945- 15 de mayo de 1945- Guillermo Aimo (interino) (1 mes)
- 15 de mayo de 1945- 1956 Antonio P. Castro (9 años)
- 1956- 1974 Bernardo López Sanabria (18 años) Destitución (por Res. 1471 de la CNMMyLH)
- 1974-Julio Rodofili- (interino)(meses)
- 1974- 1988-Ernesto Liceda (14 años)
- 1988- 2014- Marta Gaudencio de Germani (26 años)
- 2015- Beatriz Verd (Interina) (meses)
- 2015- 2018- Silvia Méndez (3 años)
- 2018-2024- Virginia Fernanda González (5 años)

## Salas
Las exhibiciones del MHS cambian regularmente cada aproximadamente 6 meses.